# マルコム・マクダウェル
マルコム・マクダウェル（Malcolm McDowell, 本名: Malcolm John Taylor, 1943年6月13日 - ）は、イギリスの俳優。マルコム・マクドウェル、マルカム・マクダウェルとも。身長174 cm。

## 来歴
イングランド・ウエストヨークシャー州リーズで生まれる。両親の所有するパブで働いた後、コーヒー会社のセールスマンとしてロンドンで働く。その頃演劇に取り組み始め、London Academy of Music and Dramatic Artに入り、卒業後に舞台などで活躍するようになった。ロイヤル・シェイクスピア・カンパニーでエキストラとして働いたこともあった。
幾つかのテレビドラマに出演したのち、1967年にケン・ローチの『夜空に星のあるように』で映画デビュー（ただし出演シーンはカットされた）。1968年に主演したリンゼイ・アンダーソンの映画『If もしも....』は、その年の第22回カンヌ国際映画祭でグランプリを受賞した。1971年にはスタンリー・キューブリックの『時計じかけのオレンジ』に主役のアレックスとして出演、その過激な内容とマクダウェルのカリスマ的存在感は、作品のヒットとともに世界中に強烈な印象を残した。
その後映画の脚本を執筆し、リンゼイ・アンダーソンに監督を打診するも一蹴される。監督に「デイヴィット・シャーウィンと書け」とアドバイスをもらい、シャーウィンと共に脚本を完成させた。しかし監督は「タイトルが弱い。つけ直せ」と指示。マルコムは数日考えた後、ふとひらめいて監督に強引に会い、「今からタイトルを囁くからきちんと聴いてくれ……ラッキー・マンだ……」と言った。監督は大変気に入り、「オー！ ラッキー・マンだ！」と叫んで『オー! ラッキーマン』の製作が決定した。
2007年の秋に上映したホラー映画、『ハロウィン』（1978年の映画『ハロウィン』のリメイク）で、これまでドナルド・プレザンスが5連続で演じたドクター・ルーミス役で出演した。
2012年にはハリウッド・ウォーク・オブ・フェーム入りを果たした。

### 私生活
女優のメアリー・スティーンバージェンを含め、3度の結婚歴がある。メアリーとの間に儲けた長女のリリーは女優になり、長男のチャーリーは映画監督になった。

## 主な出演作品

### 映画
| 公開年 | 邦題 原題                                                                  | 役名                                     | 備考                 |
| ------ | -------------------------------------------------------------------------- | ---------------------------------------- | -------------------- |
| 1968   | If もしも.... If....                                                       | ミック                                   |                      |
| 1970   | 雪崩 Figures in a Landscape                                                | アンセル                                 |                      |
| 1971   | 青春は悲しみの淵に The Raging Moon                                         | ブルース                                 |                      |
| 1971   | 時計じかけのオレンジ A Clockwork Orange                                    | アレックス・デラージ                     |                      |
| 1973   | オー! ラッキーマン O Lucky Man!                                            | マイケル・アーノルド・トラヴィス         |                      |
| 1975   | ローヤル・フラッシュ Royal Flash                                           | ハリー・フラッシュマン/カール            | 二役                 |
| 1976   | スカイエース Aces High                                                     | ジョン・グレシャム                       |                      |
| 1976   | さすらいの航海 Voyage of the Damned                                        | マックス                                 |                      |
| 1978   | ザ・パッセージ/ピレネー突破口 The Passage                                  | Von Berkow                               |                      |
| 1979   | カリギュラ Caligola                                                        | カリギュラ                               |                      |
| 1979   | タイム・アフター・タイム Time After Time                                   | H・G・ウェルズ                           |                      |
| 1980   | 怒りを込めて振り返れ Look Back in Anger                                    | ジミー・ポーター                         | テレビ映画           |
| 1982   | キャット・ピープル Cat People                                              | ポール                                   |                      |
| 1982   | ブリタニア・ホスピタル Britannia Hospital                                  | ミック・トラヴィス                       |                      |
| 1983   | ブルーサンダー Blue Thunder                                                | F. E. コクラン大佐                       |                      |
| 1983   | クロスクリーク Cross Creek                                                 | マックス・パーキンズ                     |                      |
| 1983   | ゲット・クレイジー Get Crazy                                               | レジー・ワンカー                         |                      |
| 1985   | SFキング・オブ・アーサー/魔剣伝説 Arthur the King                          | アーサー王                               | テレビ映画           |
| 1985   | 脱走大陸/自由への国境は雪原の彼方 Gulag                                    | 英国人                                   | テレビ映画           |
| 1986   | モンテカルロ Monte Carlo                                                   | クリストファー・クイン                   | テレビ映画           |
| 1987   | パラドックス・ワールド The Caller                                          |                                          |                      |
| 1987   | マネー・アカデミー Buy & Cell                                              | テナント                                 |                      |
| 1988   | キャデラック・カウボーイ Sunset                                            | アルフィー                               |                      |
| 1990   | MOON44 Moon 44                                                             | リー                                     |                      |
| 1990   | クラス・オブ・1999 Class of 1999                                           | マイルズ・ラングフォード                 |                      |
| 1990   | 沈黙のリベンジ Disturbed                                                   | ディリック・ラッセル                     |                      |
| 1992   | ザ・プレイヤー The Player                                                  |                                          |                      |
| 1992   | からみつく愛欲の罠 Chain of Desire                                         | ハーバート                               |                      |
| 1993   | ボッパ! Bopha!                                                             |                                          |                      |
| 1994   | 不死身の男 The Man Who Wouldn't Die                                        | バーナード・ドレイク／イアン・モリッシー | テレビ映画           |
| 1994   | ミルク・マネー Milk Money                                                  | ウォルツァー                             |                      |
| 1994   | ジェネレーションズ/STAR TREK Star Trek: Generations                        | トリアン・ソラン博士                     |                      |
| 1995   | 殺人療法 Exquisite Tenderness                                              | スタイン                                 |                      |
| 1995   | サディスティック Dangerous Indiscretion                                    | ロジャー                                 |                      |
| 1995   | タンク・ガール Tank Girl                                                   | ケスリー                                 |                      |
| 1995   | 北斗の拳 Fist of the North Star                                            | リュウケン                               |                      |
| 1996   | 処刑特急/テロリストの罠 Night Train to Venice                              | ストレンジャー                           |                      |
| 1996   | TOO BEAUTIFUL TO KILL Where Truth Lies                                     | ヴァーノン博士                           |                      |
| 1996   | 戦慄の罠 Ringer                                                            | ノエル                                   |                      |
| 1996   | 時計台の騎馬像 The Little Riders                                           | ケッセル                                 | テレビ映画           |
| 1996   | サイキック・ターゲット Yesterday's Target                                  | ホールデン                               | テレビ映画           |
| 1997   | ハイドロスフィア 2103: The Deadly Wake                                     | ショーン・マードック                     |                      |
| 1997   | 精神病棟 Asylum                                                            | サリヴァン・レイン／ドク                 |                      |
| 1997   | ヒューゴ・プール Hugo Pool                                                 | ヘンリー                                 |                      |
| 1997   | Mr.マグー Mr.Magoo                                                         | オースティン・クロケット                 |                      |
| 1998   | ガーデン The Gardener                                                      | ベン・カーター                           |                      |
| 1998   | ナインハーフ3 The First 9 1/2 Weeks                                        | フランシス・デュボワ                     |                      |
| 1999   | ザ・リミット Southern Cross                                                | フェリペ                                 |                      |
| 1999   | ジャック・ザ・リッパー Love Lies Bleeding                                  | マルコム・ミード                         |                      |
| 1999   | Y2K Y2K                                                                    | シーワード                               |                      |
| 2000   | ギャングスター・ナンバー1 Gangster number1                                 | ギャングスター（55歳）                   |                      |
| 2000   | フライショック Island of the Dead                                          | ルパート・キング                         | テレビ映画           |
| 2001   | レジェンド・オブ・アロー Princess of Thieves                               | ノッティンガム公                         |                      |
| 2001   | マイ・ラブリー・フィアンセ Just Visiting                                   | 魔術師                                   |                      |
| 2002   | 炎の少女チャーリー:REBORN Firestarter 2: Rekindled                         | ジョン・レインバード                     | テレビ映画           |
| 2002   | 微笑みに出逢う街角 Between Strangers                                       | アラン                                   |                      |
| 2002   | アイ・スパイ I Spy                                                         | ガンダーズ                               |                      |
| 2003   | ブラザー・ハート I'll Sleep When I'm Dead                                  |                                          |                      |
| 2003   | ラブ&クライム Tempo                                                        | ウォルター                               |                      |
| 2003   | バレエ・カンパニー The Company                                             | アルベルト・アントネリ                   |                      |
| 2004   | オーシャン・オブ・ファイヤー Hidalgo                                       | ダヴェンポート                           | クレジットなし       |
| 2004   | ボビー・ジョーンズ ～球聖とよばれた男～ Bobby Jones: Stroke of Genius      | O.B. Keeler                              |                      |
| 2004   | Pinocchio 3000                                                             | スカンボリ                               | 声の出演             |
| 2004   | ヴェネツィア・コード Tempesta                                              | ポール                                   |                      |
| 2004   | イン・グッド・カンパニー In Good Company                                   | テディK                                  | クレジットなし       |
| 2004   | Evilenko                                                                   | アンドレイ・ロマーノヴィチ・エヴィレンコ |                      |
| 2005   | スキャンダルの天才 Rag Tale                                                | リチャード・モートン                     |                      |
| 2005   | ミラーウォーズ Zerkalnie voyni: Otrazhenie pervoye                         | マードック                               |                      |
| 2006   | レディ・トランスボーダー Cut Off                                           | ジェームズ・バートン                     |                      |
| 2006   | ツタンカーメンの秘宝 The Curse of King Tut's Tomb                          |                                          | テレビ映画           |
| 2007   | ハロウィン Halloween                                                       | サミュエル・ルーミス医師                 |                      |
| 2008   | ドゥームズデイ Doomsday                                                    | ケイン博士                               |                      |
| 2008   | デルゴ Delgo                                                               |                                          | 声の出演             |
| 2008   | ボルト Bolt                                                                | キャリコ博士                             | 声の出演             |
| 2008   | ココ・シャネル Coco Chanel                                                 | マルク・ボウシエ                         | テレビ映画           |
| 2008   | ブルー・ゴールド 狙われた水の真実 Blue Gold: World Water Wars              | -                                        | ナレーション         |
| 2009   | ハロウィンII Halloween II                                                  | サミュエル・ルーミス医師                 |                      |
| 2009   | SUCK Suck                                                                  | エディ・ヴァン・ヘルシング               |                      |
| 2010   | ザ・ウォーカー The Book of Eli                                             | ロンバルディ                             | クレジットなし       |
| 2010   | 小悪魔はなぜモテる?! Easy A                                                | ギボンズ校長                             |                      |
| 2011   | アーティスト The Artist                                                    | 執事                                     |                      |
| 2012   | アンチヴァイラル Antiviral                                                 | アベンドロス医師                         |                      |
| 2012   | サイレント・ナイト 悪魔のサンタクロース Silent Night                       | クーパー保安官                           |                      |
| 2012   | サイレントヒル: リベレーション3D Silent Hill: Revelation 3D                | レナード・ウルフ                         |                      |
| 2012   | ホーム・アローン5 Home Alone: The Holiday Heist                            | シンクレア                               | テレビ映画           |
| 2013   | エグザム：ファイナルアンサー The Employer                                  | エンプロイヤー                           |                      |
| 2014   | おとなのワケあり恋愛講座 Some Kind of Beautiful                            | ゴードン                                 |                      |
| 2016   | 31                                                                         | ファーザー・マーダー                     |                      |
| 2017   | アメリカン・サタン American Satan                                          | ミスター・カプリコーン                   |                      |
| 2017   | レイラ 売られた少女 Dreams I Never Had                                     | メスナー裁判長                           |                      |
| 2019   | スキャンダル Bombshell                                                     | ルパート・マードック                     |                      |
| 2020   | クリスマス・クロニクル PART2 The Christmas Chronicles 2                    |                                          | 声のみ               |
| 2020   | ヌードの映画史〜黎明期から現代へ〜 Skin: A History of Nudity in the Movies |                                          | ドキュメンタリー映画 |
| 2022   | ファーザー・スチュー/闘い続けた男 Father Stu                               |                                          |                      |
| 2024   | テルマがゆく! 93歳のやさしいリベンジ Thelma                                | ハーヴェイ                               |                      |

### テレビシリーズ
| 放映年    | 邦題 原題                                                           | 役名                       | 備考                                    |
| --------- | ------------------------------------------------------------------- | -------------------------- | --------------------------------------- |
| 1976      | ザ・コレクション Great Performances: The Collection                 | ビル                       |                                         |
| 1994      | そりゃないぜ!? フレイジャー Frasier                                 | ブルガ博士                 | エピードGive Him the Chair!             |
| 1996-1997 | Pearl                                                               | Stephen Pynchon            | 22エピソード                            |
| 1997      | 機甲戦虫紀LEXX LEXX                                                 | Yottskry                   | エピードGiga Shadow                     |
| 1998-1999 | Fantasy Island                                                      | ローク氏                   | 13エピソード                            |
| 2001      | レジェンド・オブ・アロー Princess of Thieves                        | ジョナス・スローター       | エピードProud Flesh                     |
| 2005-2011 | アントラージュ★オレたちのハリウッド Entourage                       | テランス                   | 11エピソード                            |
| 2006      | 名探偵モンク Monk                                                   | ジュリアン・ホッジ         | エピードMr. Monk Goes to a Fashion Show |
| 2006      | LAW & ORDER:犯罪心理捜査班 Law & Order: Criminal Intent             |                            |                                         |
| 2007      | 戦争と平和 War and Peace                                            | Prince Bolkonsky           | ミニシリーズ                            |
| 2007-2008 | HEROES                                                              | リンダーマン               | 9エピソード                             |
| 2010-2012 | CSI:マイアミ CSI: Miami                                             | ダレン・ヴォーゲル         | 3エピソード                             |
| 2010-2012 | ヒーローファクトリー Hero Factory                                   | アキヤマ・マクロ           | 4エピソード                             |
| 2010-2012 | メンタリスト The Mentalist                                          | ブレット・スタイルズ       | 5エピソード                             |
| 2011-2014 | リーガル・バディーズ フランクリン＆バッシュ Franklin & Bash         | スタントン・インフェルド   | 40エピソード                            |
| 2014-2018 | モーツァルト・イン・ザ・ジャングル Mozart in the Jungle             | トーマス                   | 25エピソード                            |
| 2018      | シカゴ・メッド Chicago Med                                          | マーヴィン・ジャフリー医師 |                                         |
| 2020-     | トゥルース・シーカーズ 〜俺たち、パラノーマル解決隊〜 Truth Seekers | リチャード                 |                                         |

### テレビアニメ
- バットマン Batman: The Animated Series （1992年）
- キャプテン・プラネット Captain Planet and the Planeteers （1993年 - 1994年）
- スパイダーマン Spider-Man: The Animated Series （1996年）
- スーパーマン Superman: the Animated Series （1996年 - 2000年） - ジョン・コーベン/メタロ
- サウスパーク South Park （2000年）-英国人ストーリーテラー
- ティーン・タイタンズ Teen Titans （2003年 - 2005年） - マッド・モット
- ジャスティス・リーグ Justice League Unlimited （2004年） - ジョン・コーベン/メタロ（2代目）
- ビリー&マンディ The Grim Adventures of Billy & Mandy （2005年）
- ロボット・チキン Robot Chicken （2005年）
- フィニアスとファーブ Phineas and Ferb （2008年 - 2012年） - レジナルド・フレッチャー

### ゲーム
- スーパーマン アポコリプスの影 Superman: Shadow of Apokolips （2002年）
- Fallout 3 （2008年）
- ウイングコマンダー3、4　トルウィン提督役
- ゴッド・オブ・ウォーIII　ダイダロス役

## トリビア
- 映画でアーサー王とマーリンの両方を演じた俳優は2人だけだが、その一人がマルコム・マクダウェルである。もう一人はサー・ジョン・ギールグッド。ちなみに両名は『カリギュラ』で共演している。
- 『サウスパーク』のとあるエピソードで「英国人」を演じたことがある。